# General Purpose Input/Output

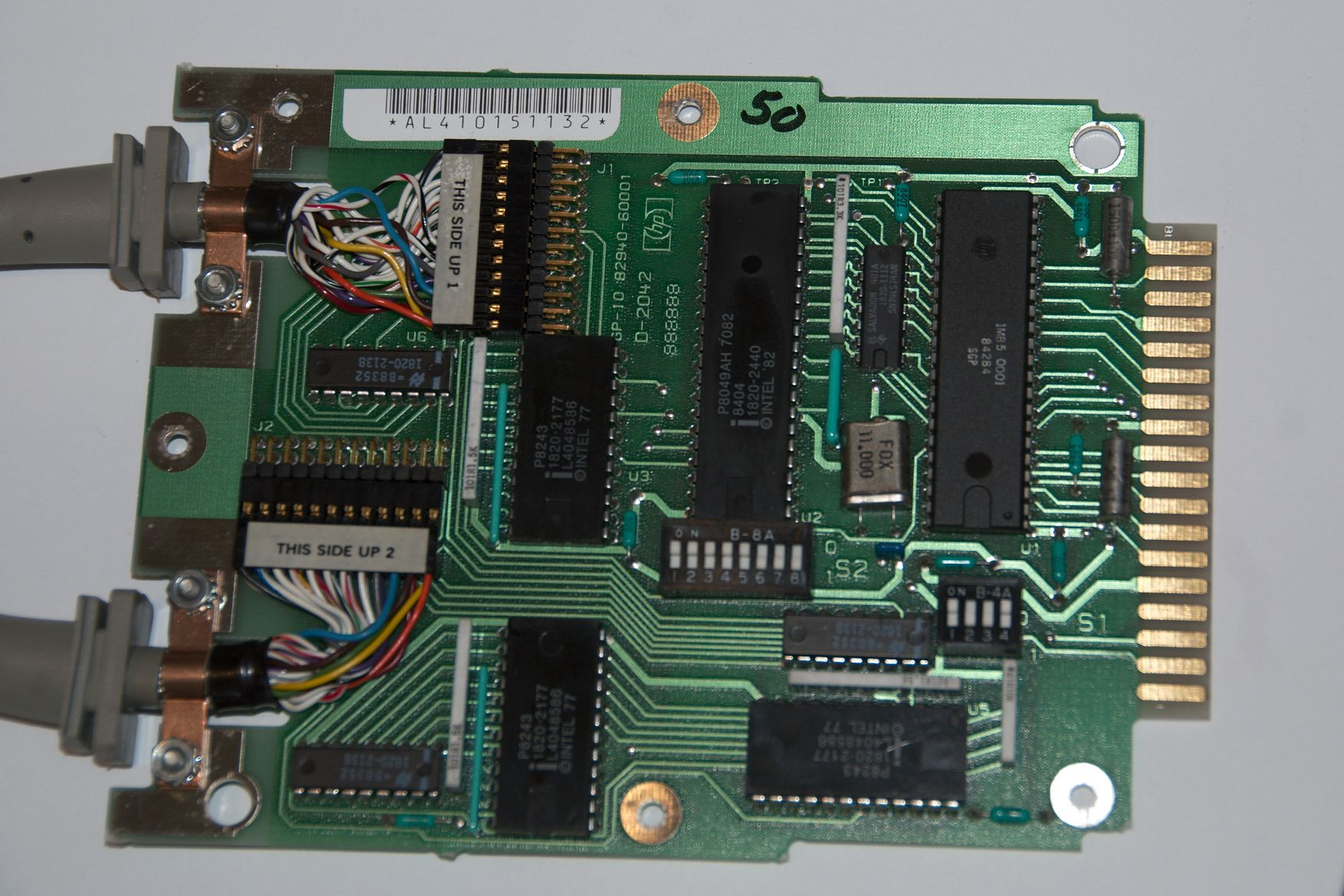
De GPIO kaart van een HP 82940A Series 80.

General Purpose Input/Output (GPIO) verwijst naar een reeks pinnen op een elektronisch circuit die specifiek zijn ontworpen voor algemene in- en uitvoerdoeleinden. Deze veelzijdige pinnen bieden de mogelijkheid om elektrische signalen te ontvangen (invoer) of te verzenden (uitvoer), waardoor ze een essentieel onderdeel zijn van diverse elektronische systemen.
GPIO-pinnen kunnen worden geconfigureerd voor verschillende functies, afhankelijk van de behoeften van het systeem of de toepassing. Ze worden vaak gebruikt om verbinding te maken met sensoren, schakelaars, LED's, motoren en andere randapparatuur. Door hun flexibiliteit zijn GPIO-pinnen van groot belang in de wereld van embedded systems, microcontrollers en andere elektronische toepassingen.
Het gebruik van GPIO stelt ontwikkelaars in staat om interactie te hebben met de fysieke wereld via elektronische componenten. Dit maakt het mogelijk om informatiestromen tussen de hardware en software te bewerkstelligen, waardoor elektronische systemen dynamisch kunnen reageren op externe stimuli.
Bovendien spelen GPIO-pinnen een cruciale rol in de implementatie van protocollen zoals I2C, SPI en UART, waardoor gegevenscommunicatie tussen verschillende componenten mogelijk wordt. Hierdoor kunnen diverse elektronische apparaten samenwerken en informatie uitwisselen, waardoor de functionaliteit en veelzijdigheid van het systeem worden vergroot.
In de context van microcontrollers en single-board computers, zoals de Raspberry Pi, Arduino en andere vergelijkbare platforms, vormt de GPIO-functionaliteit de ruggengraat van talloze projecten en experimenten. Door gebruik te maken van deze pinnen kunnen enthousiastelingen en ontwikkelaars aangepaste elektronische oplossingen creëren voor uiteenlopende toepassingen, variërend van domotica en robotica tot industriële automatisering.